# Confession de Philadelphie
La Confession de Philadelphie (anglais : Philadelphia Confession) est une confession de foi baptiste publiée aux États-Unis en 1742.

## Origine
La confession a son origine dans la Confession de foi baptiste de 1689 publiée en Angleterre . Sur le continent américain ceux qui seront connus comme regular Baptists, c'est-à-dire des baptistes soumis à une règle doctrinale précise, acquirent une importance notable  dans la vallée du Delaware. En 1707 ils décidèrent de former une dénomination baptiste, la Philadelphia Baptist Association, en réussissant là où leurs frères anglais avaient failli, c'est-à-dire de s'associer de façon stable. Même si le nom ne le laisse pas voir, on a ici une authentique association à caractère national, comprenant des églises locales qui se situaient de la Caroline du Nord au Maine, portant leur contribution comme églises confessionnelles, associées (l'idée que les églises locales auraient le devoir de s'associer entre elles  dans des organisations qui promeuvent un but commun) et d'une claire matrice théologique calviniste.  En 1742,  la Philadelphia Baptist Association, publie la Confession baptiste de Philadelphie .  

## Doctrines
Cette confession de foi contient 34 articles, dont 32 de la Confession de foi baptiste de 1689 .

### Ajouts
Deux points ont été ajoutés :
1. La louange est une institution divine.
2. L’imposition des mains est recommandée après le baptême du croyant pour une mesure additionnelle du Saint-Esprit.